# Heterostegane lungtanensis
Heterostegane lungtanensis là một loài bướm đêm trong họ Geometridae.